# U-227 (tàu ngầm Đức)
U-227 là một tàu ngầm tấn công  Lớp Type VII thuộc phân lớp Type VIIC được Hải quân Đức Quốc Xã chế tạo trong Chiến tranh Thế giới thứ hai. Nhập biên chế năm 1942, nó chỉ thực hiện được một chuyến tuần tra duy nhất mà không đánh chìm được mục tiêu nào, trước khi bị máy bay ném bom Handley Page Hampden Không quân Hoàng gia Australia đánh chìm tại biển Na Uy vào ngày 30 tháng 4, 1943.

## Thiết kế và chế tạo

### Thiết kế

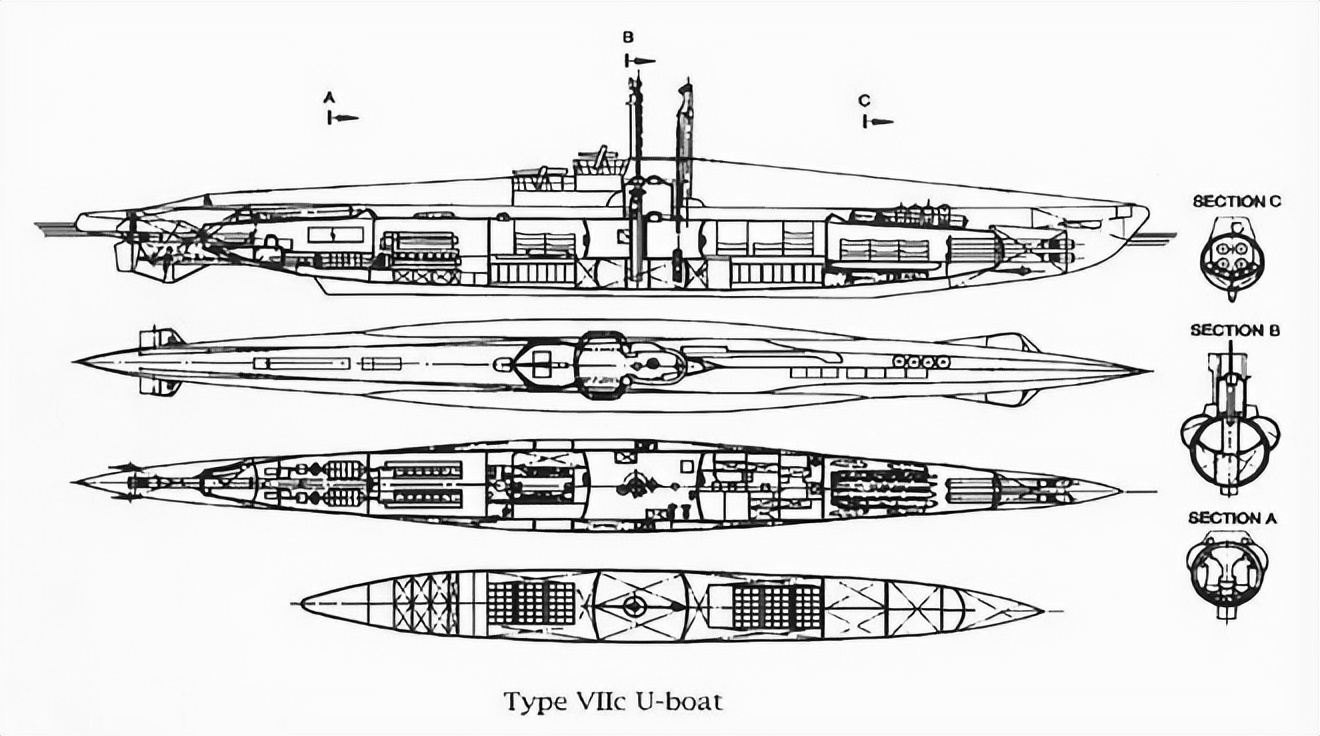
Sơ đồ các mặt cắt một tàu ngầm Type VIIC

Phân lớp VIIC của Tàu ngầm Type VII là một phiên bản VIIB được kéo dài thêm. Chúng có trọng lượng choán nước 769 t (757 tấn Anh) khi nổi và 871 t (857 tấn Anh) khi lặn). Con tàu có chiều dài chung 67,10 m (220 ft 2 in), lớp vỏ trong chịu áp lực dài 50,50 m (165 ft 8 in), mạn tàu rộng 6,20 m (20 ft 4 in), chiều cao 9,60 m (31 ft 6 in) và mớn nước 4,74 m (15 ft 7 in).
Chúng trang bị hai động cơ diesel Germaniawerft F46 siêu tăng áp 6-xy lanh 4 thì, tổng công suất 2.800–3.200 PS (2.100–2.400 kW; 2.800–3.200 bhp), dẫn động hai trục chân vịt đường kính 1,23 m (4,0 ft), cho phép đạt tốc độ tối đa 17,7 kn (32,8 km/h), và tầm hoạt động tối đa 8.500 nmi (15.700 km) khi đi tốc độ đường trường 10 kn (19 km/h). Khi đi ngầm dưới nước, chúng sử dụng hai động cơ/máy phát điện AEG GU 460/8–27 tổng công suất 750 PS (550 kW; 740 shp). Tốc độ tối đa khi lặn là 7,6 kn (14,1 km/h), và tầm hoạt động 80 nmi (150 km) ở tốc độ 4 kn (7,4 km/h). Con tàu có khả năng lặn sâu đến 230 m (750 ft).
Vũ khí trang bị có năm ống phóng ngư lôi 53,3 cm (21 in), bao gồm bốn ống trước mũi và một ống phía đuôi, và mang theo tổng cộng 14 quả ngư lôi, hoặc tối đa 22 quả thủy lôi TMA, hoặc 33 quả TMB. Tàu ngầm Type VIIC bố trí một hải pháo 8,8 cm SK C/35 cùng một pháo phòng không 2 cm (0,79 in) trên boong tàu. Thủy thủ đoàn bao gồm 4 sĩ quan và 40-56 thủy thủ.

### Chế tạo
U-227 được đặt hàng vào ngày 7 tháng 12, 1940, và được đặt lườn tại xưởng tàu của hãng Friedrich Krupp Germaniawerft tại Kiel vào ngày 18 tháng 10, 1941. Nó được hạ thủy vào ngày 9 tháng 7, 1942, và nhập biên chế cùng Hải quân Đức Quốc Xã vào ngày 22 tháng 8, 1942 dưới quyền chỉ huy của Hạm trưởng, Đại úy Hải quân Jürgen Kuntze.

## Lịch sử hoạt động
Trong giai đoạn chạy thử máy và huấn luyện, U-227 bị hư hại do va phải một quả thủy lôi do máy bay Không quân Hoàng gia Anh rải trong vịnh Danzig, nên phải cố lết về cảng để sửa chữa. Nó khởi hành từ cảng Kiel vào ngày 24 tháng 4 cho chuyến tuần tra duy nhất trong chiến tranh, dự định sẽ tiến ra vùng biển Bắc Đại Tây Dương để ngăn chặn các đoàn tàu vận tải xuất phát từ Canada. Chiếc tàu ngầm đã tiến ra Bắc Hải và đang trên đường băng qua khe GIUK giữa quần đảo Faroe và Iceland vào ngày 30 tháng 4, cho dù thời tiết xấu, nó vẫn bị một máy bay ném bom Handley Page Hampden thuộc Liên đội 445 Không quân Hoàng gia Australia phát hiện và ném bom tấn công. U-227 đã lặn khẩn cấp để né tránh, nhưng không bao giờ nổi trở lại, và được cho là đã đắm khi chạm đáy biển tại tọa độ 64°40′B 6°40′T / 64,667°B 6,667°T. Toàn bộ 49 thành viên thủy thủ đoàn của U-227 đều tử trận.